# Dioscorea nipponica
Dioscorea nipponica är en enhjärtbladig växtart som beskrevs av Tomitaro Makino. Dioscorea nipponica ingår i släktet Dioscorea och familjen Dioscoreaceae. Inga underarter finns listade i Catalogue of Life.

## Bildgalleri

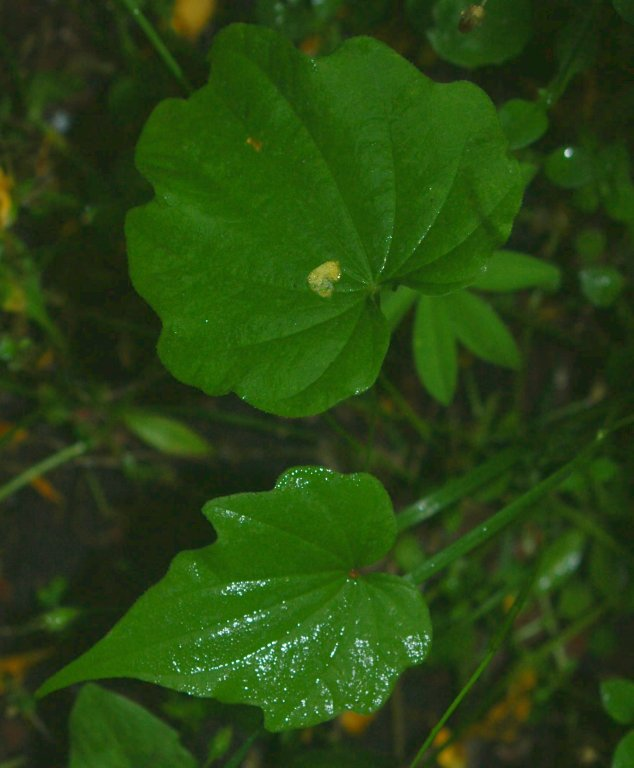